# Basil Dearden
Basil Clive Dearden, Geburtsname Basil Clive Dear, (* 1. Januar 1911 in Westcliff-on-Sea, Essex; † 23. März 1971 in Hillingdon) war ein britischer Filmregisseur, Drehbuchautor und Filmproduzent.

## Leben
Als Jugendlicher spielte Dearden Amateurtheater, und so führte ihn auch sein beruflicher Weg zunächst ans Theater. 1931 wurde er Bühnenmanager für die Privattheater des Theaterproduzenten Basil Dean. Daraufhin änderte er seinen Namen in Dearden, um nicht mit Basil Dean verwechselt zu werden. Mitte der 1930er Jahre kam er zum Film und arbeitete dort in unterschiedlichen Funktionen. Er redigierte, schrieb Drehbücher und war Regieassistent. Sein Regiedebüt gab Dearden im Jahr 1939 mit dem Fernsehfilm Under Suspicion. Sechs Jahre später drehte er Teile des episodenhaften Horrorfilmklassikers Traum ohne Ende.
Ab den 1950er Jahren arbeitete er regelmäßig mit dem Filmproduzenten Michael Relph zusammen, gemeinsam drehten sie eine Reihe sozialkritischer Filme. 1960 erhielt er einen British Academy Film Award in der Kategorie Bester britischer Film für Das Mädchen Saphir, welcher sich mit der schwierigen Situation der indischen Einwanderer beschäftigte. Auch in Deutschland wurde der Film 1960 von der Evangelischen Filmgilde zum Film des Monats Januar gekürt. Seine weiteren Filme hatten großen Erfolg an der Kinokasse, selbst kontroverse Werke wie Der Teufelskreis von 1961, einer der ersten Filme, die offen das Thema Homosexualität behandelten. In den 1960er Jahren verlor er jedoch durch die British New Wave bei den Kritikern an Akzeptanz, was dem kommerziellen Erfolg seiner Filme jedoch keinen Abbruch tat.
Basil Dearden starb im Alter von 60 Jahren an den Folgen eines Autounfalls, auf der Autobahn M4, in der Nähe des Flughafens London Heathrow. Er war auf dem Rückweg von Dreharbeiten in den Pinewood Studios.
Sein Sohn James Dearden (* 1949) wurde als Drehbuchautor des mehrfach ausgezeichneten Thrillers Eine verhängnisvolle Affäre 1988 für einen Oscar nominiert und wurde ebenfalls Filmregisseur (u. a. Der Kuß vor dem Tode, 1991).

## Filmografie (Auswahl)

### Regisseur
- 1939: Under Suspicion (Fernsehfilm)
- 1942: The Black Sheep of Whitehall
- 1942: The Goose Steps Out
- 1943: The Bells Go Down
- 1943: My Learned Friend
- 1944: Das Geisterhotel (The Halfway House)
- 1944: They Came to a City
- 1945: Traum ohne Ende (Dead of Night)
- 1946: Das gefangene Herz (The Captive Heart)
- 1947: Frieda
- 1948: Königsliebe (Saraband for Dead Lovers)
- 1949: Train of Events
- 1950: Die blaue Lampe (The Blue Lamp)
- 1950: Frau im Netz (Cage of Gold)
- 1951: Unterwelt (Pool of London)
- 1952: I Believe in You
- 1952: Die Bombe im U-Bahnschacht (The Gentle Gunman)
- 1953: Jim, der letzte Sieger (The Square Ring)
- 1954: Kleiner Jockey ganz groß (The Rainbow Jacket)
- 1955: Out of the Clouds
- 1955: The Ship That Died of Shame
- 1956: Who Done It?
- 1957: Die kleinste Schau der Welt (The Smallest Show on Earth)
- 1958: Kinder der Straße (Violent Playground)
- 1959: Das Mädchen Saphir (Sapphire)
- 1959–1960: Die vier Gerechten (The Four Just Men, Fernsehserie, 13 Episoden)
- 1960: Die Herren Einbrecher geben sich die Ehre (The League of Gentlemen)
- 1960: Man in the Moon
- 1961: Der unheimliche Komplice (The Secret Partner)
- 1961: Der Teufelskreis (Victim)
- 1962: Die heiße Nacht (All Night Long)
- 1962: Brennende Schuld (Life for Ruth)
- 1963: Fesseln der Seele (The Mind Benders)
- 1963: A Place to Go
- 1964: Die Strohpuppe (Woman of Straw)
- 1965: Agenten lassen bitten (Masquerade)
- 1966: Khartoum
- 1968: Nur über eine Leiche (Only When I Larf)
- 1969: Mörder GmbH (The Assassination Bureau)
- 1970: Ein Mann jagt sich selbst (The Man Who Haunted Himself)
- 1971: Die 2 (The Persuaders!, Fernsehserie, 3 Folgen)
- 1974: Mission: Monte Carlo

### Drehbuchautor
- 1938: This Man Is News
- 1939: Under Suspicion (Fernsehfilm)
- 1940: Let George Do It!
- 1940: Spare a Copper
- 1941: Turned Out Nice Again
- 1944: They Came to a City
- 1949: Train of Events
- 1952: I Believe in You
- 1955: The Ship That Died of Shame
- 1960: Man in the Moon
- 1970: Ein Mann jagt sich selbst (The Man Who Haunted Himself)

### Filmproduzent
- 1952: I Believe in You
- 1953: Jim, der letzte Sieger (The Square Ring)
- 1957: Davy
- 1958: Rockets Galore
- 1959: Desert Mice
- 1962: Brennende Schuld (Life for Ruth)